# Музеј бицикала и поп културе „20 Цола”
Музеј бицикала и поп културе „20 Цола” је први овакав музеј у Србији, али и на Балкану. Отворен је 8. октобра 2023. године. Обухвата изложбену поставку са преко 1.000 експоната — бицикала произведених од 1920. године до данас, дечјих играчака из целог света, произведених од почетка 20. века до данас, стрипова, видео игара и техничких уређаја произведених у другој половини 20. века и други.
Музеј се налази у Крагујевцу, у улици Стојана Протића. Музеј је основао познати крагујевачки фотограф Марко Стаматовић са групом ентузијаста који су годинама скупљали експонате за овај музеј.

## Историја
Музеј бицикала и поп културе „20 Цола” настао је од колекционарске збирке крагујевачког фотографа Марка Стаматовића из Крагујевца. За четири године Марко је са својим сарадницима рестаурирао преко 130 бицикала из различитих епоха. Такође је прикупио и поправио више стотина играчака. Поједини примерци стари су и 100 година. Иницијална идеја потекла је од једног старог бицикла који је Марко откупио, рестаурирао и слике поделио на друштвеним мрежама. Бројни коментари који су уследили навели су га да узме дванаест бицикала из некадашње Југославије, среди их и направи серију фотографија тако што ће те бицикле вратити у еру из које су. Након тога уследила је изложба у Малом ликовном салону. Велико интересовање које је ова изложба изазвала навело је Стаматовића да размишља о неком већем и озбиљнијем пројекту.
Основа пројекта „20 Цола“ је бицикл, који је током 20. века играо веома важну улогу, посебно у одрастању и животу младих. Зачетници овог пројекта почели су управо са бициклима, а онда се њихово истраживање проширило и на друге сегменте тадашње поп културе — играчке којима су се играла деца, музику коју су млади слушали, књиге које су читали, моду... Идеја је да се јавности представи живописни свет младих људи током 20. века, кроз развој музике, филма, моде, спорта и видео игара.
Колекција је сакупљана неколико година, а музеј је званично отворен у октобру 2023. године.

## Стална поставка
Стална поставка музеја има неколико сегмената:
- бицикли произведени од 1920. године до данас, углавном они модели које су највише користили млади на просторима некадашње Југославије.[5]
- дечје играчке из целог света, произведене од 1900-те до данас
- стрипови и часописи који се могу читати: Забавник, Галаксија, Дечје новине, Практична жена, Базар
- видео игрице настале у периоду од 1977. године до данас, између осталих Pac-Man и Space Invaders које се могу играти
- музички кутак, својеврстан музички времеплов у којем се слуша музика 80-тих са плоча и касета, односно грамофона, касетофона и радио апарата.

Најстарији бицикл у збирци произведен је 1932. године, а најстарија играчка је медведић из 1900.
Осим изложбеног дела музеј има и галерију у којој се планира организација изложби, фестивала, турнира у видео играма, радионица, фотографије, цртања, стрипа и сличне активности. Такође, посетиоцима је доступна и Сувенирница.
Музеј бицикала и поп културе “20 Cola” биће отворен за посетиоце викендом, суботом и недељом од 10 до 22 сата, а радним данима, осим понедељком, од 17 до 22 часа. Цена улазнице је 300 динара, породична карта кошта 800 динара, али постоји могућност куповине годишњих карата за љубитеље поп културе. Појединачна годишња карта кошта 6.000, а породична 10.000 динара за четворочлану породицу. Годишња карта омогућава не само посету музеју већ и присуство свим изложбама, фестивалима, тематским вечерима, али и појединим  радионицама. За групне посете, пре свега ђачку популацију постоји попуст. За децу до 6 година улаз је бесплатан, док малишани узраста од 6 до 14 година плаћају 150 динара.
Крагујевац је добио “20 Cola” захваљујући Марку Стаматовићу, познатом крагујевачком фотографу, односно групи ентузијаста која већ годинама скупља и сређује експонате за први Музеј бицикала и поп културе у Југоисточној Европи.